# تطريد النحل

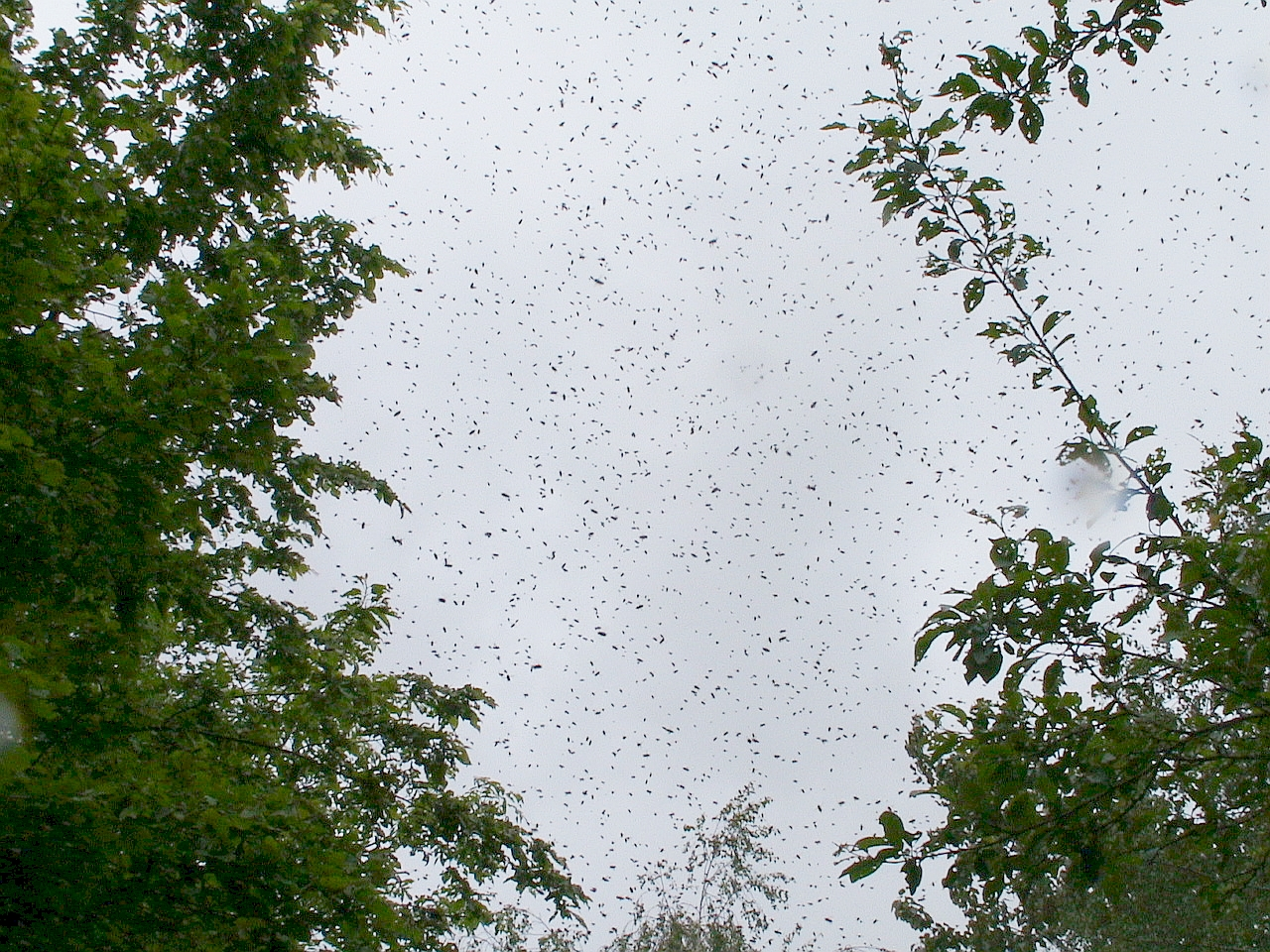
طرد علي وشك الهبوط

تنشأ طرود النحل في الطبيعة عن عملية التطريد وهي طريقة طبيعية للتكاثر والازدياد في النحل
وتنقسم طوائف النحل بسبب ارتفاع عدد أفرادها بحيث لا تستطيع الخلية إستيعاب عددها الكثير كما يصعب على الملكة القديمة وضع البيض لقلة العيون السداسية الفارغة فتغادر الملكة القديمة الخلية مع بضعة آلاف من الشغالات وعدد قليل من الذكور لتبحث عن مسكن جديد، يحدث التطريد عادة في منتصف النهار الدافئ حيث تطير هذه المجموعة بصورة مفاجئة من الخلية إلى الهواء لعدة دقائق ثم تحط الملكة ومجموعتها على غصن شجرة أو تقف على سطح مناسب وتجتمع حولها الشغالات في شكل عنقود متراص وتطير حول هذا العنقود مجموعة قليلة من النحل الكشاف حيث تقوم بعملية البحث عن مكان جديد وثابت.
أما في الخلية القديمة فتبقى البيوت الملكية للملكة العذراء ومعها معظم النحل المتبقي وتعاود نشاطها بعد التلقيح.
ومن المعتقد إن ازدياد أعداد الشغالات بما يزيد عن حاجة الحضنة والملكة إليها وإلى غذائها الملكي يؤدي إلى احتقان غدد الغذاء الملكي وحين لا تجد هذه الشغالات الكثيرة المكان المناسب الذي تصرف به هذا الغذاء فتلجأ إلى تربية عدد من الملكات في بيوتها المتسعة التي تستهلك كمية وافرة من الغداء الملكي ومع الازدحام الشديد تزداد حرارة الخلية فيسعى النحل عند ذلك لتخفيف هذا الازدحام حفاضاً على النوع وزيادة انتشاره فتخرج الملكة القديمة ومعها قسم من شغالات الخلية وذلك للبحث عن مسكن جديد
تختلف شدة الميل للتطريد حسب السلالة فمثلاً يعتبر النحل المصري والنحل السوري ميالاً بشدة للتطريد بعكس النحل الإيطالي
هناك عوامل كثيرة تتحكم في التطريد مثل العوامل الوراثية وعمر الملكة ومدى ازدحام الخلية وطول فترة الإضاءة كما أن هناك أيضاً عوامل أخرى معقدة وغير مفهومة بصورة جيدة حتى الآن والتي تتحكم بهذا السلوك.

## أنواع الطرود

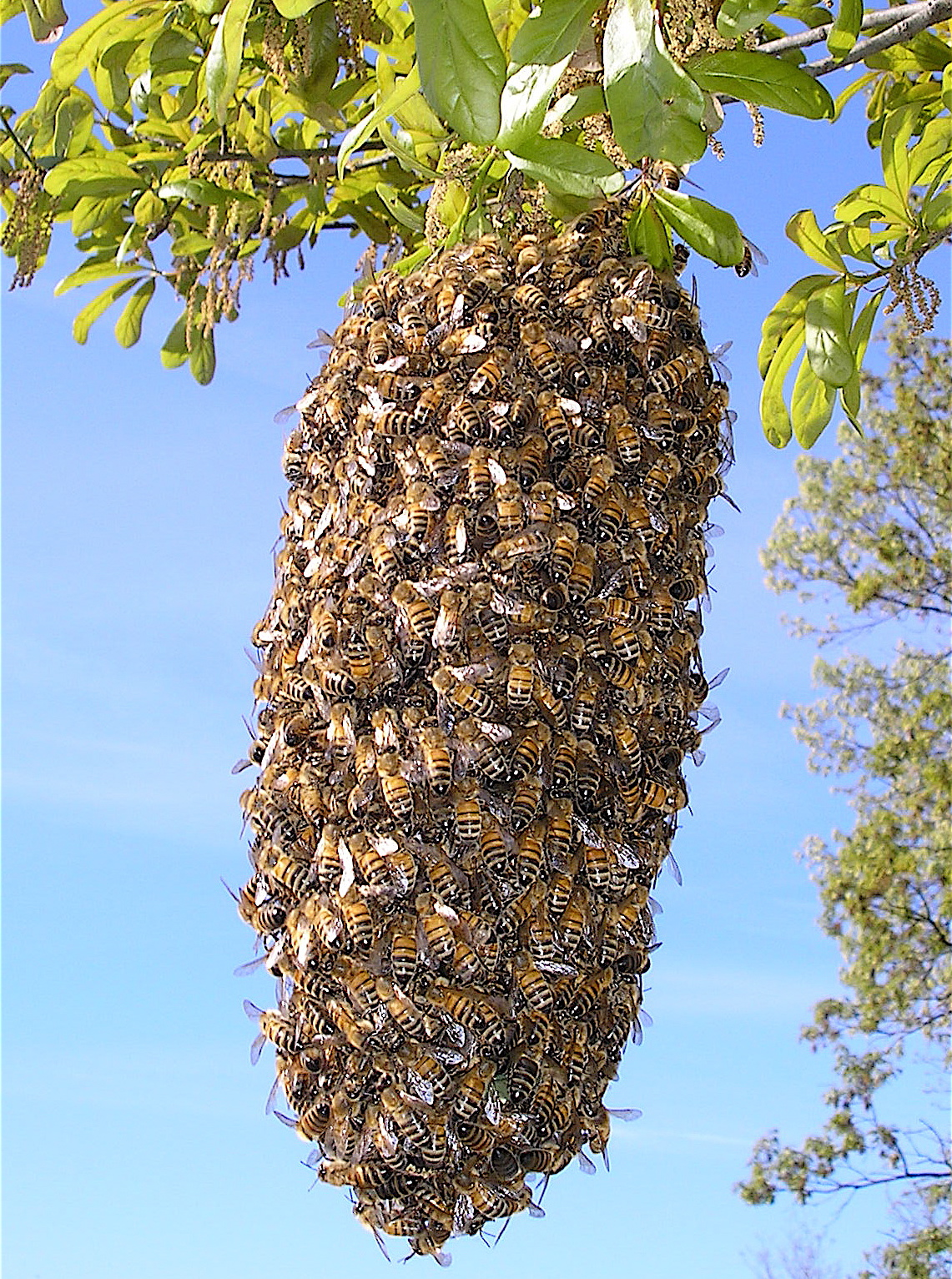
طرد نحل علي فرع شجرة في شرق أركنساس

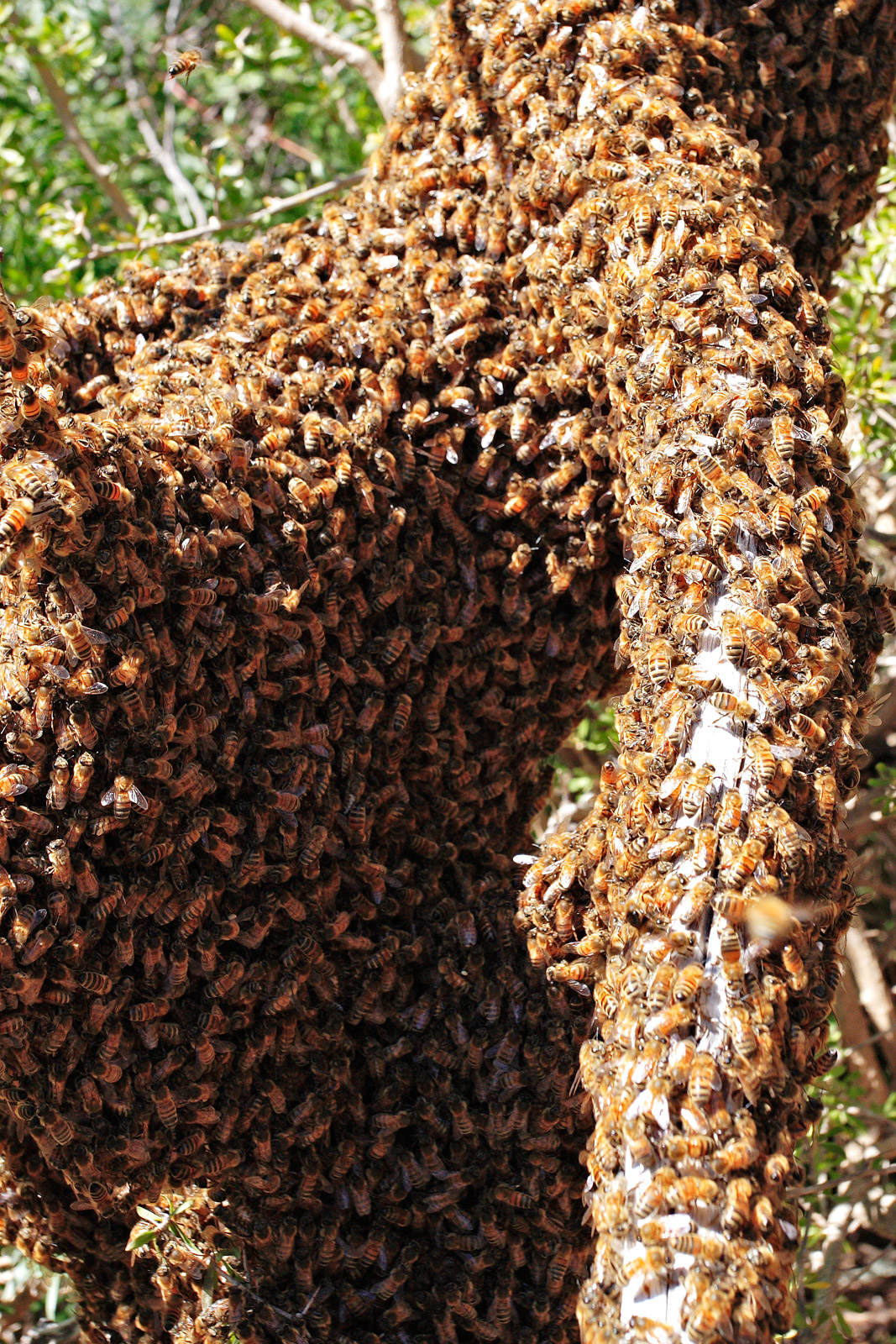
طرد النحل من سلالة النحل الإيطالي علي شجرة

1. طرد التلقيح: يكون طرد التلقيح على رأسه ملكة عذراء وأحياناً أكثر من ملكة وترافق هذه الملكة عدة آلاف من الشغالات مع عدة مئات من الذكور وحيث يتم التلقيح تعود إلى خليتها برفقة الشغالات المرافقات لها[4]
2. الطرد الجائع: ويطلق عليه أحياناً بالطرد المهاجر حيث يهاجر النحل من خليته الأصلية عندما يقل الغذاء داخلها وأحياناً تحدث هذه الهجرة نتيجة لحالات الخطر الذي يسببه أعداء النحل مثل ديدان الشمع أو هجوم النمل بأعداد كبيرة أو حتى الفئران والسحالي[5]
3. الطرد الأول: تخرج الملكة القديمة بعد أن تربي الشغالات بيوت ملكية وبمجرد أن تقفل الشغالات البيت الملكي الأول تترك الملكة القديمة خليتها الأصلية ويرافقها عدد كبير من الشغالات الصغيرة والمتوسط السن وأحياناً يرافقها عدة مئات من الذكور حيث تطير في مجموعتها حول المنحل وتستقر هذه علة فرع شجرة أو أي شيء بارز، تتكور الشغالات حول الملكة وتكون ما يشبه عنقود العنب ومن الممكن أن يبقى الطرد ساكناً لمدة ساعة واحدة وأحياناً يستمر لعدة أيام بعد ذلك تخريج بعض الشغالات للبحث عن مسكن جديد لهذا الطرد وتدعى بالنحل الكشاف وحين حصولها على تجويف شجرة أو خلية فارغة أو ماشابه ذلك تقوم بتنظيفها قبل أن تدعو بقية أفراد الطرد إلى داخل المكان الجديد[5]
4. الطرد الثانوي: بعد مضي 8 - 10 أيام على خروج الطرد الأول تخرج إحدى الملكات العذارى مع مجموعة من نفس الخلية تحتوي علي شغالات وذكور وما أن يتم تلقيحها تعود إلى خليتها وتصبح الملكة الأولى البياضة للطائفة[5]
5. طرود ما بعد التطريد: قبل خروج الطرد الأول تترك الملكة القديمة بيوت ملكية عديدة وقت التطريد وإذا لم تستطيع الملكة العذراء الأولى الفتك بكل هذه البيوت الملكية تتولى خروج الملكات العذارى واحدة تلو الأخرى ويترافق ذلك خروج طرد ثان أصغر من الطرد الأول وثالث أصغر من الطرد الثاني وهكذا.[5]

## علامات التطريد
العلامات الداخلية:
1. وجود أعداد كبيرة من حضنة الذكور مبعثرة دون انتظام[6]
2. وجود أعداد كبيرة من البيوت الملكية.[6]
3. قلة نسبة البيض الملقح بالمقارنة مع وضع البيض غير الملقح.[6]
4. عصبية الملكة القديمة وسرعة حركتها.[6]
5. من الممكن مشاهدة الملكة العذراء فوق الأقراص وسماع صوت خاص يميزه النحال الخبير ويدعى زمجرة الملكة العذراء الذي يصدر أثناء قيامها بتدمير البيوت الملكية التي لم تخرج منها ملكاتها.[6]

العلامات الخارجية:
1. تجمع عدد كبير من الشغالات حول باب الخلية وطيران النحل بشكل دائري.[6]
2. قلة حركة النحل وميله للهدوء بسبب امتلاء حوصلته بالعسل وثقل وزنه.[6]

## سلوك الطرد
طرود النحل عادة ما تخيف الناس ولكنها في الحقيقة إنها في تلك المرحلة لا تهاجم وذلك لعدم وجود النحل المدافع وانشغال النحل بتخريج النحل الكشاف الذي سيبحث فيما بعد عن المسكن الجديد، وهذا لا يعني إن النحل سوف لن يهاجم إذا أدركه تهديد ما لأنه في تلك الحالة معظم النحل سوف يهاجم رداً على عمليات الاقتحام، بالإضافة إلى ذلك فإن النحل نادراً ما يقف موقع أشعة الشمس المباشرة، وأيضاً النحل عند هبوطه فإنه يتجمع عادة على جدع شجرة أو على أي شيء بارز.

## تربية النحل
إن للتطريد الطبيعي مساوئ كثيرة حيث إنها في حالة تكاثر غير مسيطر عليها من قبل المربي وتسبب له الكثير من الخسائر منها:
1. خسارة الطرد وضياعه.[7]
2. قد يفقد الطرد ملكته ذات النوعية الممتازة حيث إنها قد لا تستطيع الطيران وبالتالي من الممكن أن تسقط على الأرض وتتعرض للفقد أو من الممكن أن تلتهمها بعض الطيور إثناء طيرانها.[7]
3. يخسر المربي الكثير من العسل إذ إن الطرد نفسه يستهلك كميات ضخمة من العسل المخزون بالخلية لتحمل مشاق الرحلة، كذلك الملكة يقل وضعها للبيض قبل التطريد وهذا يقلل عدد الشغالات بالخلية[7]

### إصطياد الطرود

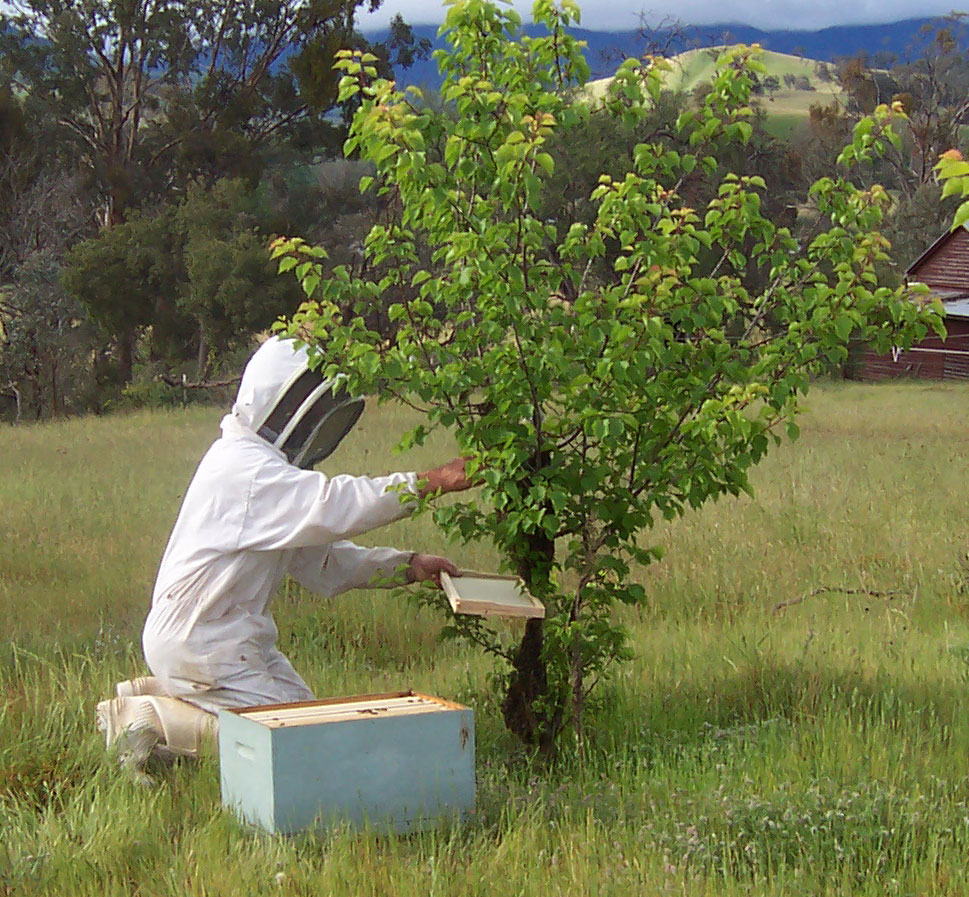
نحال يقوم بجمع طرد نحل

يستطيع النحال الإمساك بالطرود الطائرة خوفاً من ضياعها بواسطة رشها بالماء من أجل تقليل قدرتها على الطيران فيتجمع في أقرب نقطة تكون بمتناول اليد، ومن الممكن رفع عصا عليها ثوب أسود أمام طريق الطرد الطائر فيتجمع فوقها النحل، كذلك لوحظ إن استعمال مرآة عاكسة لضوء الشمس تتوجه على الطرد الطائر توقفه عن الطيران ويبحث عن أقرب شيء يتعلق به، وعندما يتجمع الطرد فوق مكان ما يجب أن يتركه النحال لمدة ساعتين حتى يتجمع جميع أفراده ويهدأ النحل فيقوم بنقله إلى خلية جديدة يضع فيها أربعة أو خمسة إطارات شمعية تحوي حضنة وعسل وحبوب لقاح وتختلف طرق إيواء الطرود حسب مكان تجمعه.
ويمكن للنحال أن يقوم بقص جناح واحد من الملكة فيأثر على قدرتها على الطيران مما يجعل الطرد يتجمع في مكان قريب من الخلية ويسمح للنحال بجمعها بسهولة، ولكن إذا أصبحت الملكة تبيض بيوض غير ملقحة سوف يضطر النحال باستبدال الملكة أو تلقيحها إصطناعياً

### التطريد الصناعي
يمكن منع الخلية من التطريد عن طريق تقسيمها لمنعها من التطريد أو لبيع هذه الطرود وتعرف أيضاً بالتطريد الصناعي حيث يقوم النحال بتقسيم الطائفة إلى طائفتين أو أكثر وذلك حسب قوة الخلية وعددها ورغبة المربي، وقبل فعل هذا يجب أن يجهز إجرائات قبل التقسيم:
1. تغدية الطوائف المراد تقسيمها حتى تنشط الملكة بوضع البيض.
2. تجهيز الخلايا التي سوف تستقبل الطرود.
3. تجهيز الإطارات الخشبية وتزويدها بأساسات شمعية لكي تضاف إلى الخلايا المراد تقسيمها والخلايا الجديدة.
4. تربية ملكات قياسية لإدخالها إلى الطوائف الجديدة.

#### طرق التقسيم
- تقسيم الطائفة إلى طائفتين: يشترط أن تكون الطائفة المراد تقسيمها قوية بحيث يغطي النحل (10) إطارات فيقوم النحال بتجهيز خلية خشبية وينقل إليها بعض الأقراص المحتوية على حضنة بأعمار مختلفة والعسل وحبوب اللقاح بما عليها من نحل ويفضل أن يدخل المربي إلى هذه الطائفة الجديدة ملكة ملقحة من سلالة قياسية وبعد ذلك يغلق النحال بوابة الخلية الأم بالحشائش وينقلها إلى موقع أخر بالمنحل ويضع الخلية الطرد مكان الخلية الأم وتترك بوابتها مفتوحة لتستقبل النحل القادم من المرعى وهذا ما يزيد قوة الطرد.[8]
- تقسيم الطائفة إلى عدة نويات: يشترط أن تكون الطائفة المراد تقسيمها إلى عدة طوائف صغيرة (نويات) قوية ويجب ألا تزيد هذه النويات عن ثلاتة بحيث تكون كل منها 2 - 3 أقراص حضنة وعسل وحبوب لقاح والنحل الموجود وتزود كل نواة بملكة ملقحة أو عذراء أو بيت ملكي ومن الممكن الاستفادة بملكة الطائفة الأم بإحدى النويات وبعد إن يتم التقسيم تسد بوابات هذه النويات بالحشائش وتوضع في مكان مناسب في المنحل.
- إنتاج طرد من طائفتين أو أكثر: وهذه الطريقة يفضلها الكثير من المربين حيث لا تسبب ضعف الطوائف المقسمة ويتم التقسيم بهذه الطريقة بأن يرفع المربي من الطائفة الأولى بعض الأقراص التي تحتوي على عسل وحبوب اللقاح وحضنة وبيض مع وجود النحل ثم تؤخد الأقراص من الطائفة الأخرى وتوضع في خلية ثم تفصل بين نحل الطائفة الأولى والثانية بحاجز من الورق كورق الجرائد وذلك منعاً من أن يقوم النحل بمهاجمة بعضه ومع الوقت يقوم النحل بتدمير الحاجز بينما تختلط روائح النحل في الخلية وعندما يحدث النحل ثقوب في الحاجز فإنها لا تهاجم بعضها لأن روائحها أصبحت متشابه، ويمكن للنحال أن يخلط النحل مباشرة بدون حاجر ولكن في تلك الحالة عليه رش النحل من الطائفتين بالسكر الناعم وذلك لكي يقوم النحل بلعق بعضه وهكذا تختلط روائحها فلا يهاجم بعضه، وهكذا يكون النحال قد حصل على طرد بدون أن يتسبب بضعف الطوائف التي أخد منها القليل من النحل.[9]

وبشكل عام يجب تغدية هذه الطرود والنويات مع إضافة الأقراص اللازمة ومراقبتها بدقة حتى تصل إلى مرحلة الطائفة وتجرى عادة عمليات التقسيم في بداية الربيع وقبل موسم الفيض ومن الممكن الاستفادة أيضاً من عمليات التقسيم في نهاية الصيف وبداية الخريف وتدعة هذه الطرود بالطرود الخريفية.